# Rosa Maltoni

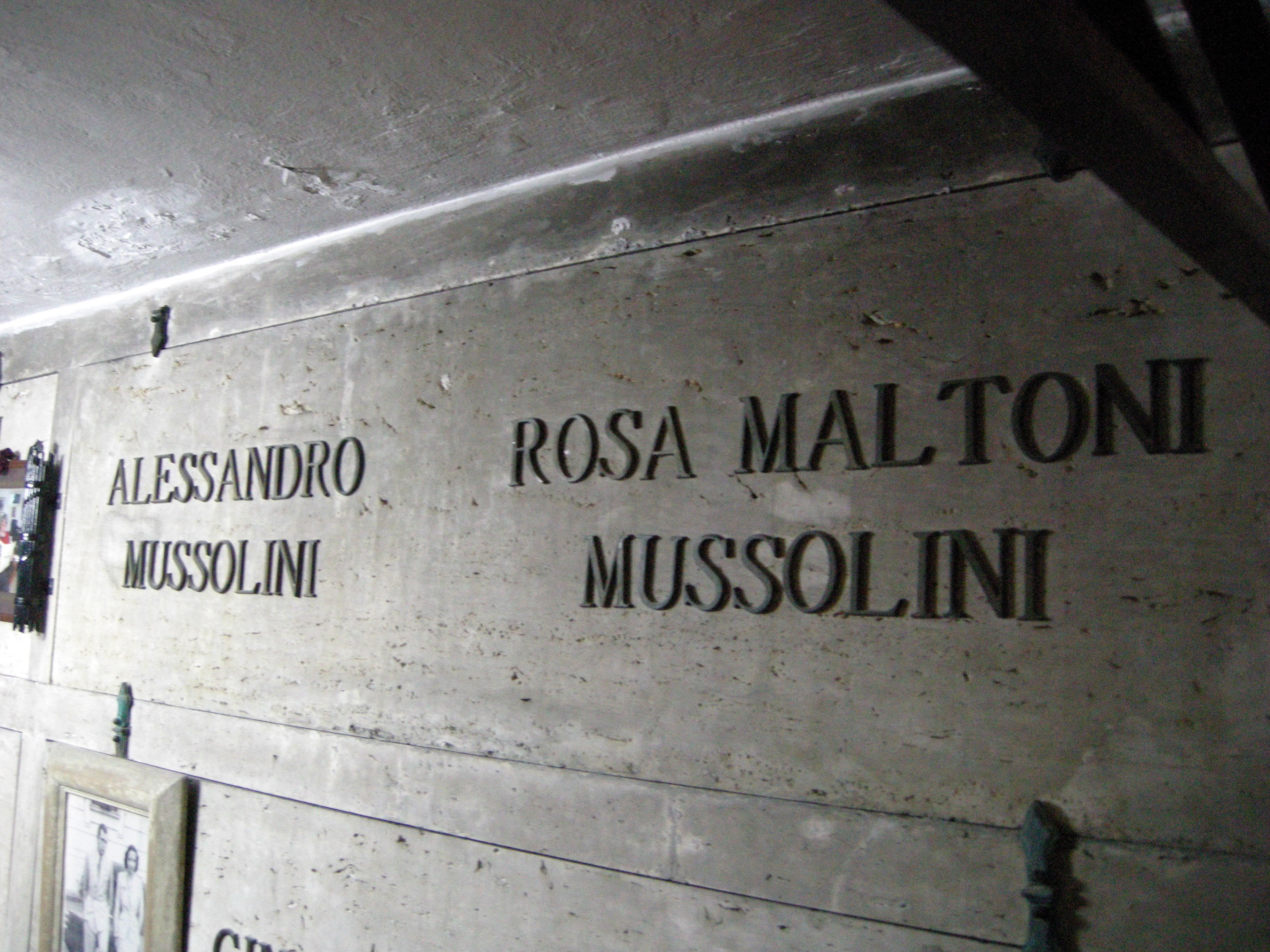
La tomba di Alessandro e Rosa Mussolini a Predappio (FC)

Rosa Maltoni in Mussolini (San Martino in Strada, 22 aprile 1858 – Predappio, 19 febbraio 1905) è stata un'insegnante italiana, nota per essere stata la madre di Benito Mussolini (1883-1945).

## Biografia
Nata nel sobborgo di San Martino in Strada da un chirurgo veterinario, Giuseppe Maltoni, e da una casalinga, Marianna Ghetti, originaria di Forlì. Nel 1880 conobbe il fabbro Alessandro Mussolini, quattro anni più anziano di lei e attivista socialista, con cui si sposò il 25 gennaio 1882. Dal matrimonio nasceranno Benito futuro fondatore del fascismo, Arnaldo e Edvige.
Insegnante presso Palazzo Varano, Rosa Maltoni morì prematuramente nel 1905 a causa di una meningite. L'attaccamento che aveva Benito nei confronti della madre fu tale che durante il Ventennio ella fu rappresentata come la donna italiana ideale e in molti andarono a visitare la sua tomba, tributandole una venerazione quasi religiosa.

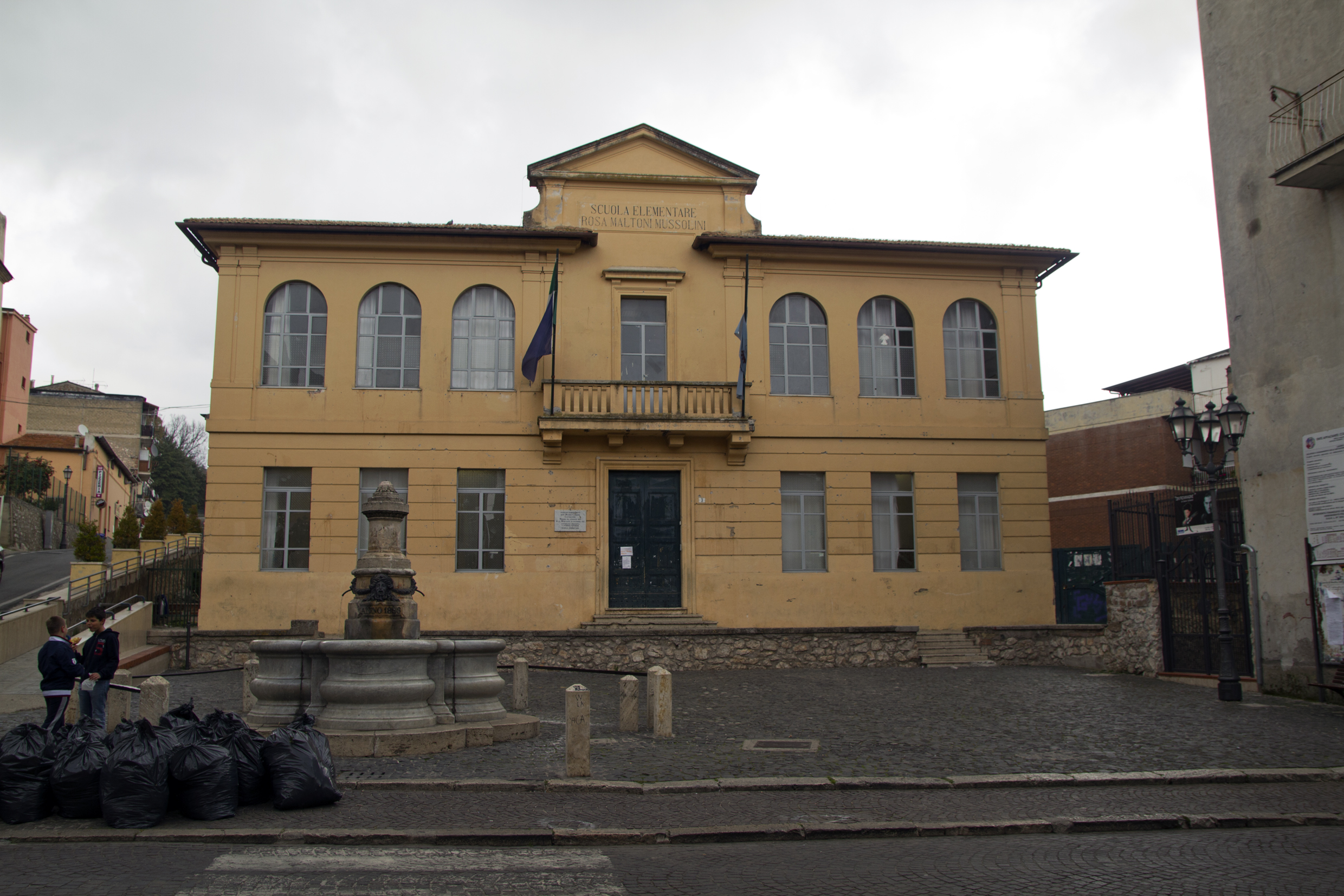
La Scuola Elementare "Rosa Maltoni Mussolini" a Norma (LT)

Durante il periodo fascista le venne dedicata una via nella città di Roma, reintitolata a seguito della Liberazione con il nome della partigiana Rosa Guarnieri Calò Carducci, e anche diverse scuole, come la Scuola Elementare "Rosa Maltoni Mussolini" a Norma (LT), la ex Scuola Elementare "Rosa Maltoni-Mussolini" a Forlì e la ex Scuola Elementare "Rosa Maltoni-Mussolini" ad Alessandria che dal dopoguerra sarà intitolata a Galileo Galilei.
Dal 1957 è sepolta nella cripta della famiglia Mussolini, a fianco al marito, nel cimitero di Predappio.